# Мукодзима-Хяккаэн
Мукодзима-Хяккаэн (яп. 向島百花園, Mukōjima Hyakkaen) — сад-цветник в Токио (район Сумида). Этот сад, созданный в начале XIX века, не относится к категории классических японских садов. Сад Мукодзима-Хяккаэн — единственный сохранившийся сад-цветник эпохи Эдо. Площадь сада — 10885 кв.м. (1 гектар).

## История
Первоначально сад был частным. В начале XIX века богатый торговец антиквариатом Сахара Кику купил земельный участок бывшей резиденции «хатамото» по имени Тага и в сотрудничестве со знаменитыми в то время писателями и художниками, с которыми дружил, в 1805 году открыл «частный цветочный сад». На момент открытия в саду было 360 деревьев сливы. После этого Сахара Кику начал собирать известные растения, описанные в стихах и песнях. В результате проделанной работы ему удалось создать сад, в котором в течение всего года не прекращалось цветение различных растений. 
Название сада «Хяккаэн» означает «сад ста цветов». Последний частный владелец передал сад городу в 1938 году. В 1939 году сад открылся для широкой публики. В 1978 году саду был присвоен статус памятника истории.

## Доступность
Ближайшие станции — Хигаси-Мукодзима Tobu Railway и Кэйсэй-Хикифунэ Keisei Electric Railway.
Вход в сад платный.

## Галерея

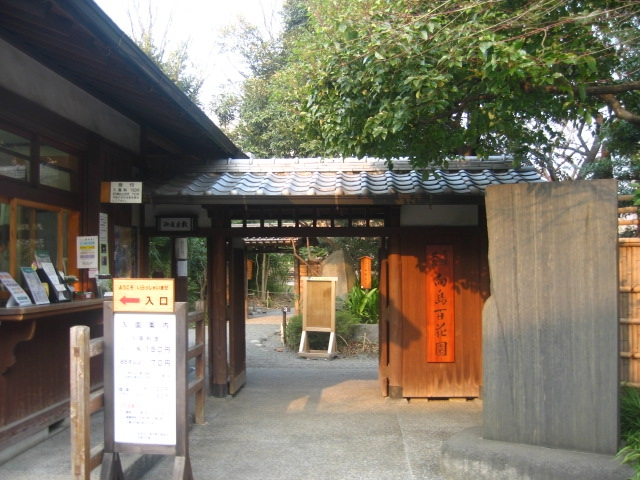
Вход в сад
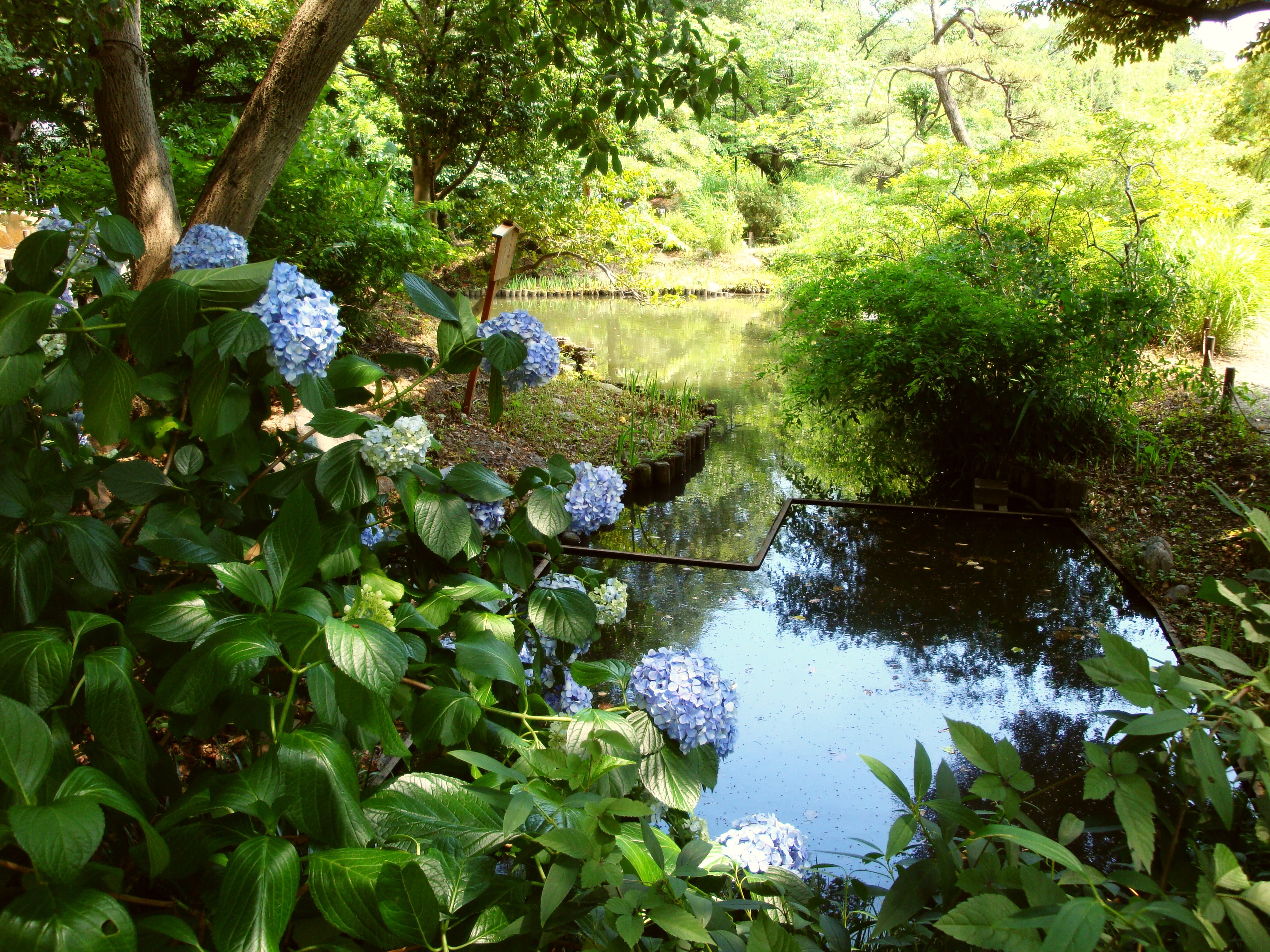
Пруд
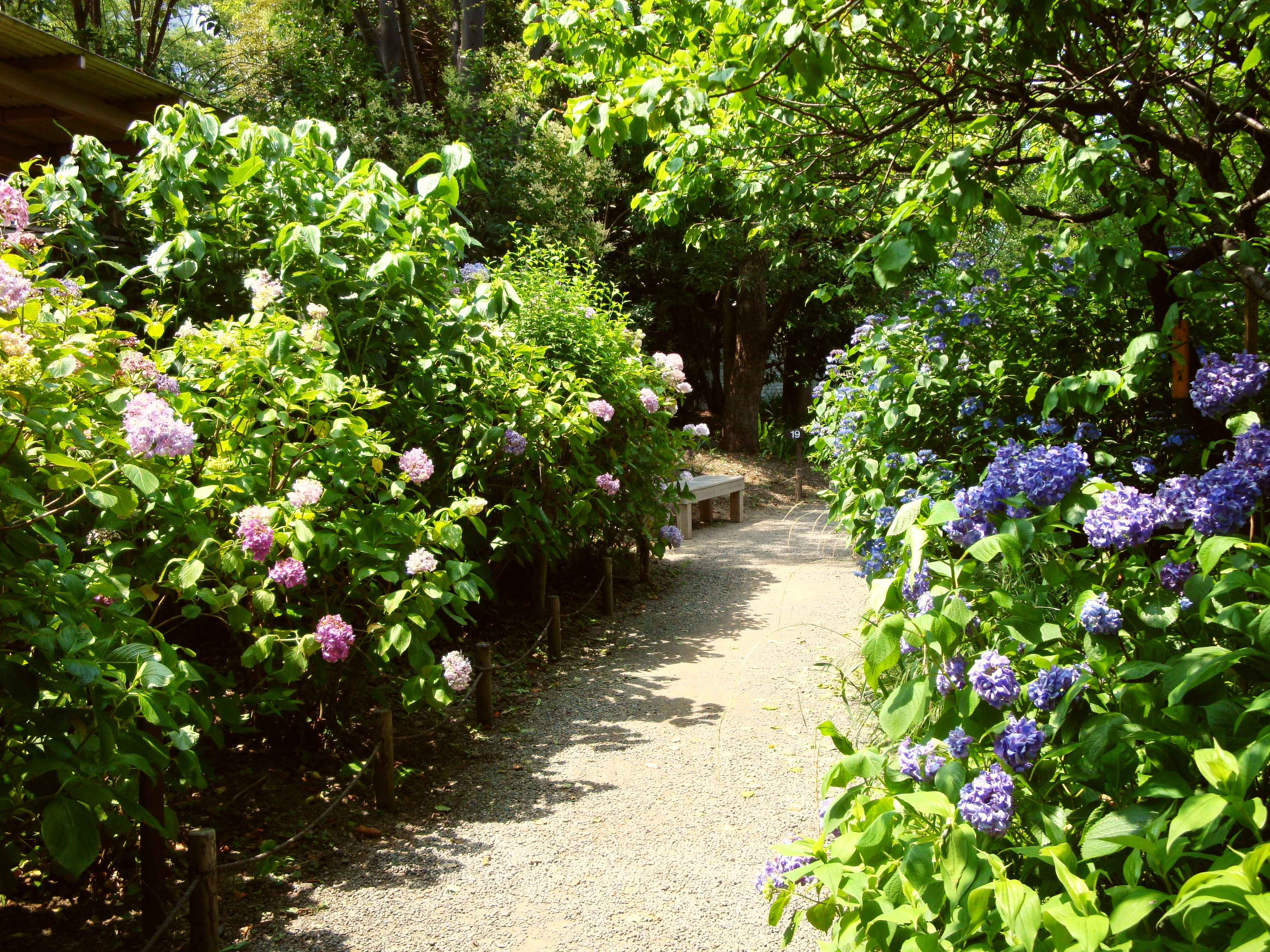
Аллея